# Oberurbach (Bad Waldsee)
Oberurbach ist ein Wohnplatz des Ortsteils Mittelurbach der Stadt Bad Waldsee.

## Name
Der Name Oberurbach leitet sich von der älteren Form „Urbach“ ab, dem lokalen Namen für den Oberlauf der Steinach. Das althochdeutsche Wort „ūr“ bedeutet Auerwild und deutet auf das historische Vorkommen dieser Tiere in der Region hin. Der Namensbestandteil „-bach“ verweist auf die Lage des Ortes am Urbach. Zur Unterscheidung von Mittelurbach und Unterurbach, die ebenfalls entlang des Urbachtals liegen, wurde das Präfix „Ober-“ hinzugefügt.

## Lage
Oberurbach befindet sich im Naturraum Oberschwäbisches Hügelland (Nr. 32), welcher zur Großlandschaft Voralpines Hügel- und Moorland (Nr. 3) gehört. Der Ort liegt etwa 1,4 Kilometer westlich des Naturraums Riß-Aitrach-Platten (Nr. 41), der Teil der Großlandschaft Donau-Iller-Lech-Platte (Nr. 4) ist.
Oberurbach liegt im Gewässereinzugsgebiet der Steinach, die lokal auch als Urbach bezeichnet wird und durch den Weiler fließt. Die Europäische Hauptwasserscheide befindet sich etwa 1,3 Kilometer nordöstlich des Ortes.

## Verkehrsanbindung
Oberurbach liegt südlich von Bad Waldsee, Mittelurbach und Volkertshaus an der Landesstraße 316 (L 316) und nördlich von Roßberg, ebenfalls an der L 316. Abgesehen davon ist der Ort für den Straßenverkehr nur über Feldwege angebunden.
Obwohl Oberurbach nicht direkt an das Radnetz Baden-Württemberg angeschlossen ist, gibt es einen Fahrradweg entlang der L 316 nach Bad Waldsee, der jedoch in Oberurbach in südlicher Richtung endet.
Eine Bushaltestelle ist vorhanden und der nächstgelegene Bahnhaltepunkt befindet sich in Bad Waldsee.

## Solarkpark
Westlich von Oberurbach befinden sich zwei Solarparks des Betreibers re:cap geD - LAOCO Oberurbach PV UG, die beide als Freiflächenanlagen in Betrieb sind. 
Solarpark Oberurbach, BA 1: Diese Solareinheit (MaStR-Nummer: SEE950081320705) wurde am 12. November 2024 in Betrieb genommen. Sie besteht aus 1350 Modulen und hat eine Bruttoleistung von 830,25 kWp bei einer Nettonennleistung von 600 kW. Die zugeordnete Wechselrichterleistung beträgt ebenfalls 600 kW.
Solarpark Oberurbach, BA 2: Die zweite Solareinheit (MaStR-Nummer: SEE997924199159) nahm ihren Betrieb am 5. Dezember 2024 auf. Diese größere Anlage umfasst 14.742 Module und erreicht eine Bruttoleistung von 9.066,33 kWp mit einer Nettonennleistung von 6.600 kW. Die zugeordnete Wechselrichterleistung beträgt 6.600 kW. Die Solaranlage ist nach Süden ausgerichtet und hat einen Neigungswinkel von unter 20 Grad.
Zusammen verfügen die beiden Solarparks über eine Gesamtbruttoleistung von 9.896,58 kWp (9.066,33 kWp + 830,25 kWp) und eine Gesamtnettonennleistung von 7.200 kW (6.600 kW + 600 kW). Die Gesamtzahl der Module beträgt 16.092 (14.742 + 1.350).